# Musée d'archéologie de l'Université de Pavie
Le Musée d'archéologie de l'Université de Pavie a été créé en 1819 et est, avec celui de Padoue, l'un des plus anciens d'Italie. Le musée est situé à l'intérieur de l'ancien hôpital San Matteo de Pavie, datant du XVe siècle.

## Histoire
En 1818, Pier Vittorio Aldini a participé au concours pour la première chaire d'archéologie à l'Université de Pavie, la plus ancienne d'Italie, a remporté le poste l'année suivante, il a pris du service. Le Musée d'archéologie de l'Université de Pavie est né sous le nom de "Cabinet numismatique et antiquaire" à l'initiative de Pier Vittorio Aldini, en tant que partie intégrante de l'Institut d'archéologie fondé en 1819, l'un des plus anciens, avec celui de Padoue, en Italie. La vocation essentiellement didactique de la collection, initialement alimentée par une politique d'achat prudente et conçue comme un champ d'exercices pratiques d'archéologie et d'histoire de l'art classique, explique son caractère généraliste, mais articulé sur une grande variété de matériaux, distribués sur une période chronologique très étendue (du IIe millénaire avant notre ère à l'Antiquité tardive).
La série de sculptures en marbre remonte en grande partie aux acquisitions d'Aldini, dont la pièce la plus précieuse de la collection, la splendide tête féminine, réplique romaine de l'Aphrodite Sosadra de Calamis. Toujours dans la même collection, un groupe de statues romaines en marbre de Veleia a été enrichi. D'une qualité remarquable est un portrait féminin privé de l'époque impériale attribué à la seconde moitié du IIe siècle apr. J.-C. Intéressant pour l'histoire de la circulation des faux dans le commerce des antiquaires est la présence de quelques pièces d'exécution moderne, dont une copie du XVIIIe siècle d'un portrait au Musée national de Naples, longtemps considérée comme un original hellénistique.

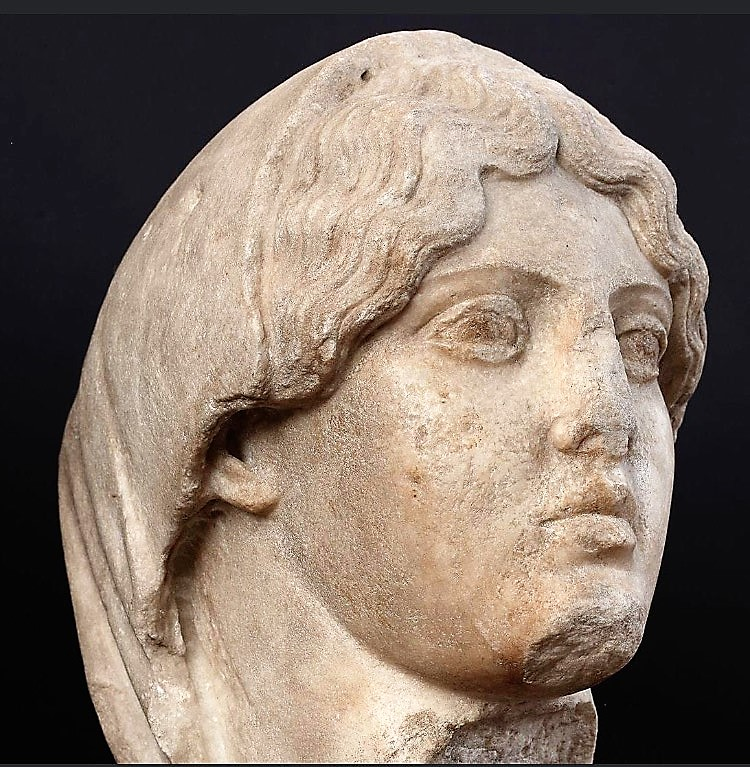
Aphrodite Sosandre de Calamis

Le noyau original de la collection comprend également des éléments architecturaux, des épigraphes (dont deux inscriptions sur lame de bronze avec des prescriptions médicales trouvées à Vernavola) et des objets appartenant à différentes classes d'artefacts (céramique, verre, objets métalliques, pierres précieuses et bagues), acquis, également localement, dans le but d'offrir aux étudiants un échantillonnage efficace de la culture matérielle de l'Antiquité, comprise de manière moderne comme source de l'histoire ancienne. Les petits bronzes sont représentés par une série de statuettes de divinités de différentes aires culturelles (Egypte, Grande Grèce, Etrurie, monde romain) : à côté de types issus de la grande statuaire de la Grèce classique, des figures typiquement romaines sont représentées, comme les statuettes de Lares, expression du culte domestique. De l'achat en 1831 de la collection du sculpteur milanais Giovanni Battista Comolli proviennent une série de vases peints de la production des Pouilles (IVe siècle av. J.-C.) et un petit groupe de poteries Ware à glaçure noire attribuables aux usines étrusques et italiques du sud. En 1845, il y avait déjà une petite collection de matériel égyptien et oriental.
Parmi les mérites d'Aldini, il convient de mentionner l'acquisition de l'une des principales numismatiques formées à Pavie entre les XVIIe et XVIIIe siècles, celle des marquis Bellisomi, représentants de l'aristocratie pavienne ouverte à la culture antiquaire et des Lumières.
Une augmentation significative des matériaux du musée universitaire s'est produite plus tard, dans les années 1930, avec l'acquisition d'une série de terres cuites figuratives étrusques, offertes par le pape Pie XI. En 1933, le musée reçut de la Surintendance des Antiquités de Naples un ensemble de poteries en bronze et un petit groupe de terres cuites architecturales de Pompéi. En 1940, Carlo Albizzati acheta pour le Musée, avec d'autres matériaux, deux exemples intéressants de poterie de la fin du IVe siècle av. J.-C. : un cratère de Volterra repeint et une hydre à figures rouges de Campanie. L'un des dons les plus récents, dans les années 1970 (un groupe de spécimens de céramique d'Arezzo), est dû à Arturo Stenico. Une importante statue en marbre du XVe siècle représentant un saint évêque (peut-être saint Augustin), autrefois située dans la cour Leano de l'Université, est actuellement conservée dans l'espace du musée.

## Description
Le musée est divisé en plusieurs collections :

### Les collections de monnaies et de gemmes gravées
Le patrimoine numismatique compte environ 8 000 pièces réparties entre les monnaies grecques, romaines républicaines et impériales, celtiques, antiques tardives et byzantines,. La collection de gravures (scarabées, gemmes, pâte de verre gravée et camées) et de bagues numériques comprend au total 66 spécimens de provenance inconnue. Cependant, un premier noyau fut acquis par le fondateur du Musée, Pier Vittorio Aldini, tandis que d'autres arrivèrent grâce à des dons, on se souvient notamment de celui du recteur Arcangelo Spedalieri (1779-1823) qui voulut laisser sa petite (29 pièces d'or, 300 en argent et seulement 76 en bronze) mais riche collection de monnaies grecques, romaines, byzantines, médiévales et modernes, presque toutes d'origine sicilienne. La collecte numismatique du XVIIIe siècle à Pavie est bien représentée par la collection de pièces de monnaie formée tout au long du XVIIIe siècle par trois générations de représentants de la famille Bellisomi et finalement donnée à l'Université en 1821, elle se compose principalement de pièces de monnaie romaines, républicaines et impériales . Toujours grâce à des dons, la collection du marquis Stefano Bernardo Majnoni, natif d'Intignano et probablement le collectionneur le plus actif et le plus cultivé de la première moitié du XIXe siècle en Lombardie, a également enrichi le patrimoine du musée. En particulier, Majnoni a étudié et collecté des pièces coufiques, sassanides et des monnaies grecques d'Orient et a laissé à l'université un noyau de pièces archaïques de Sybaris, des villes grecques d'Asie et des provinces romaines.

### Collection d'artefacts préhistoriques

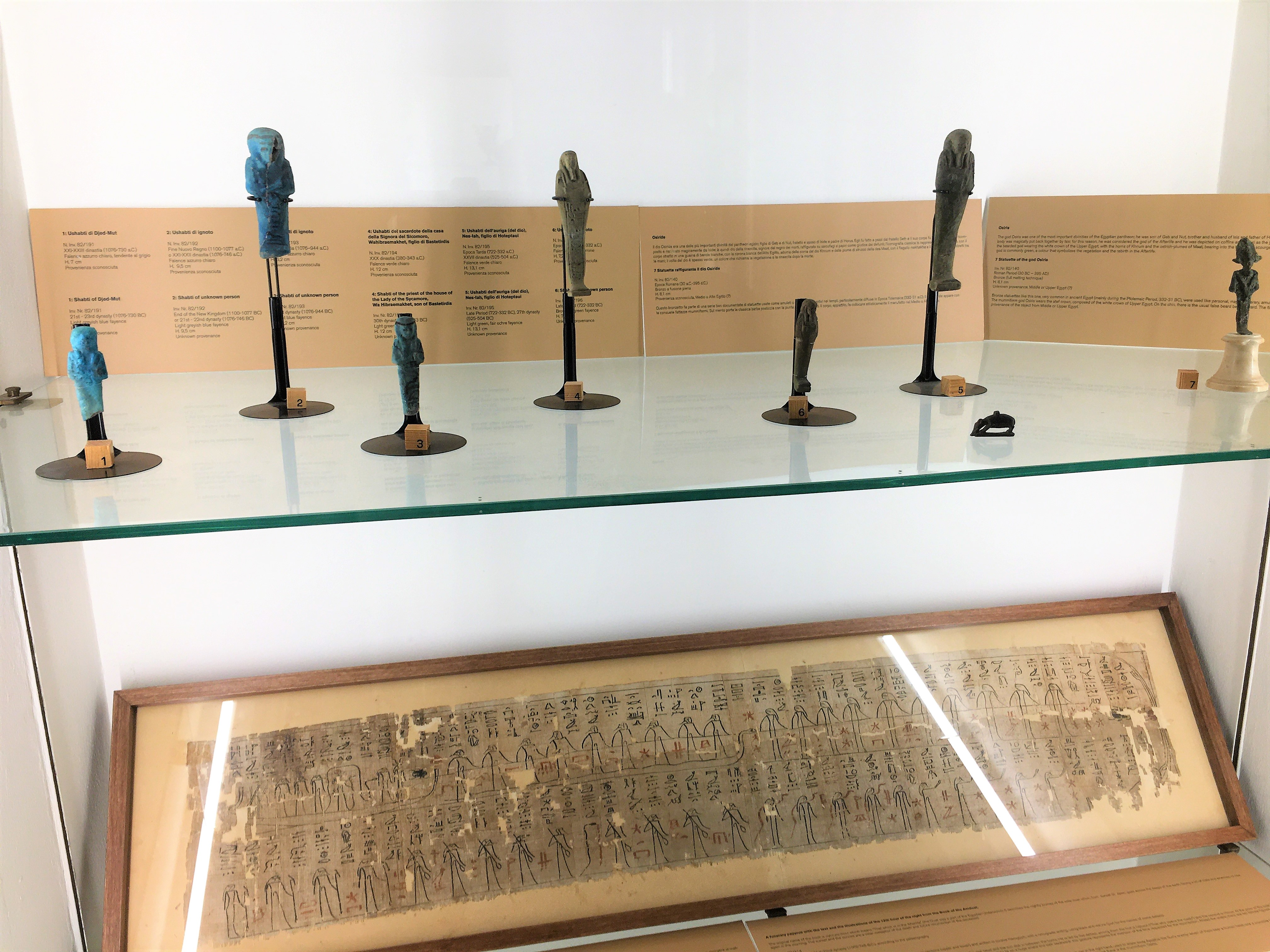
Découvertes archéologiques égyptiennes

Il s'agit de trouvailles provenant de divers établissements lombards : outils en pierre et en os, silex taillés et polis, lames de grattoir, pointes de flèches. La poterie protohistorique est à pâte grossière et travaillée à la main. Sont également conservés un fer de lance et des fibules en bronze, des bracelets et des bagues, certains ornés de globes. Ces découvertes représentent le substrat des cultures indigènes du nord de l'Italie, alors soumises au processus de romanisation.

### Collection égyptienne et orientale
La collection égyptienne, commencée vers 1845, est constituée de deux momies (une femelle intacte et un mâle dont seule la tête est possédée) et d'objets de contextes funéraires : ushabti, un papyrus d'Amdouat, qui raconte le voyage nocturne du Soleil et des personnages en bois peint recomposés en cours de restauration dans une planche de momie incrustée, presque unique dans les collections égyptologiques italiennes. Étrangère au monde égyptien est la figurine d'argile, d'origine syrienne, datable entre 2000 et 1800 av.

### Collection de poteries italiennes du sud, étrusques et romaines

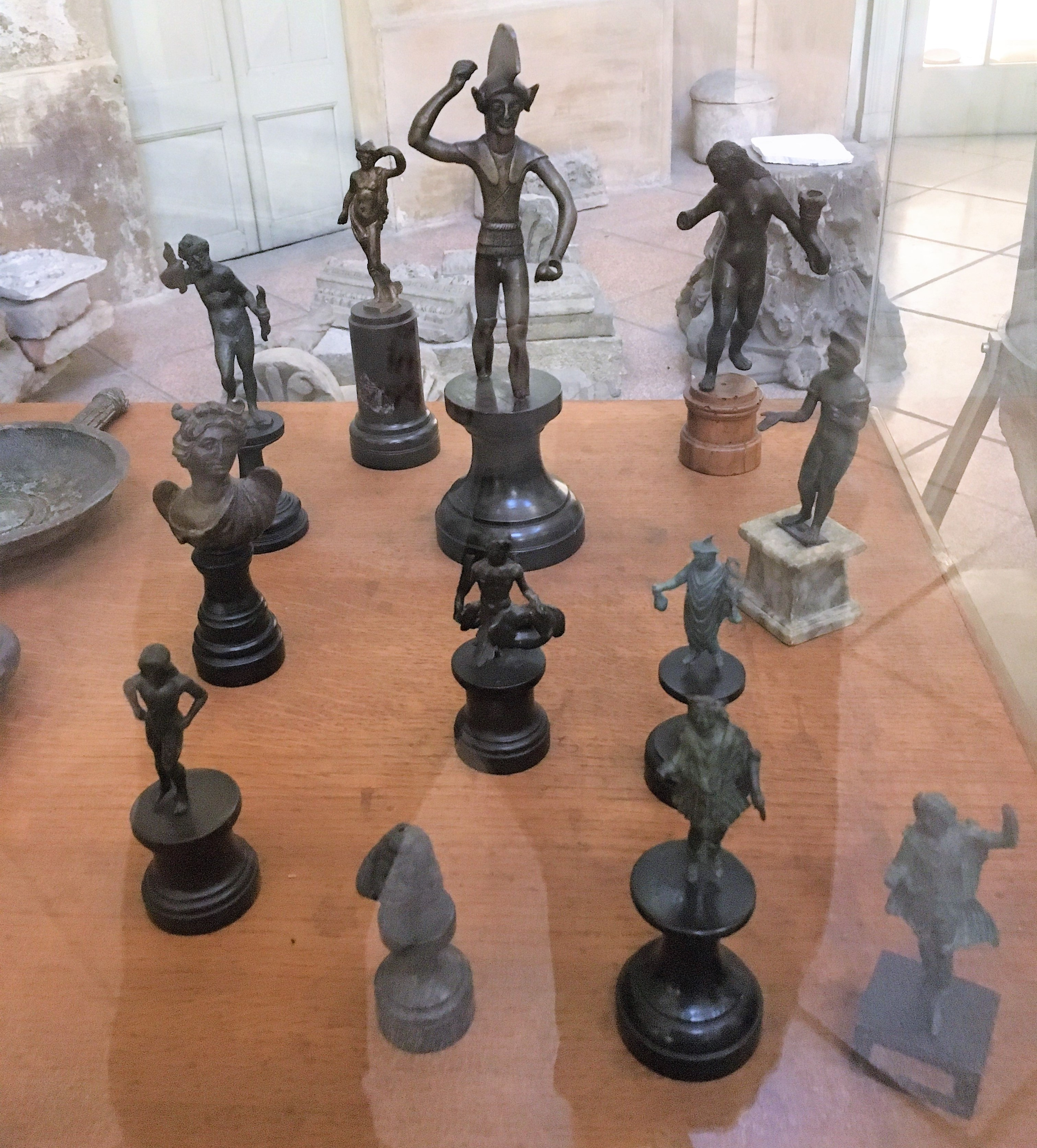
Statuettes en bronze de production étrusque, ombrienne et romaine

La collection se compose d'un groupe de vases des Pouilles, probablement d'origine funéraire, ayant appartenu au sculpteur milanais Giovanni Battista Comolli et acquis en 1831 et de deux cloches hydriai, arrivées entre 1929 et 1948 grâce à Carlo Albizzati, professeur d'archéologie à l'Université. de Pavie. Mais la vaisselle étrusque-italique à glaçure noire et un grand cratère de Volterra sont également conservés, sans oublier la production romaine, comme en témoignent les poteries de table, les terres sigillées et les amphores.

### Collection d'argile ex-voto étrusque

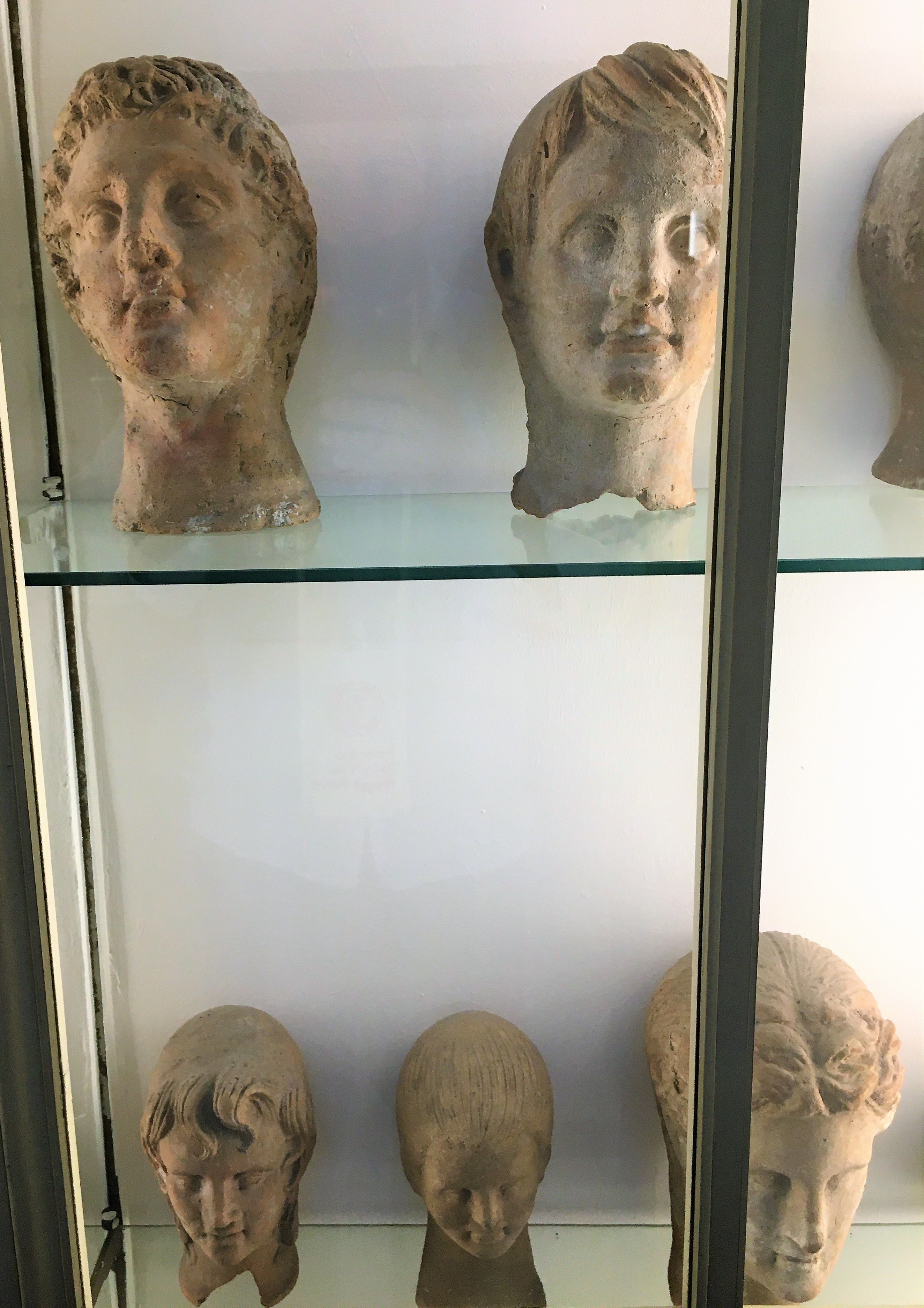
Argile ex-voto étrusque

La civilisation de l'Italie péninsulaire avant la conquête romaine est attestée dans le Musée ainsi que par la céramique, par une précieuse statuette en bronze d'un guerrier ombrien (milieu du Ve siècle av. J.-C.) et par l'extraordinaire série de terres cuites votives, offerte par le pape Pie XI. en 1934 à l'Université de Pavie, sous forme de têtes et de pièces anatomiques, datant de l'époque hellénistique, de Caere, aujourd'hui Cerveteri. Ces trouvailles, initialement déposées dans les Musées du Vatican, ont atteint Pavie grâce à l'engagement de Carlo Albizzati.

### Gypsothèque
Appartient également au Musée Archéologique la Gipsoteca (une trentaine de pièces) qui conserve des moulages en plâtre à l'échelle 1:1 d'œuvres célèbres de la sculpture classique, de l'âge archaïque à l'hellénisme, comme le Discobole, Apollon Sauroktònos, la Nike de Samothrace ou l'Aphrodite de Milo. Les moulages, récemment restaurés, ont été achetés dans la première moitié du XXe siècle en France et au laboratoire milanais de Carlo Campi, qui travaillait au service de l'Académie de Brera.